# Lynn Fells Parkway
Der Lynn Fells Parkway ist ein Parkway im Bundesstaat Massachusetts der Vereinigten Staaten. Er beginnt am Ende der Fells Connector Parkways in Stoneham und führt durch Melrose bis nach Saugus, wo er auf den U.S. Highway 1 trifft und dort endet. Die Straße verbindet die Schutzgebiete Middlesex Fells Reservation und Breakheart Reservation miteinander.
Der Parkway wurde in den 1900er Jahren errichtet, wozu mehrere ehemalige Straßen in Melrose zusammengefasst wurden. Er führt durch den Ell Pond Park und ist berühmt für seinen Allee-Charakter in Melrose und Stoneham, wo die Bäume ein regelrechtes Dach über der Straße bilden. Der Parkway wurde im Jahr 2003 in das National Register of Historic Places aufgenommen. Er wird vom Department of Conservation and Recreation (DCR) verwaltet und ist Teil des Metropolitan Park System of Greater Boston.